# Фудзивара Канэфуса XXV
Фудзивара Канэфуса XXV (настоящее имя — Като Кацуо, яп. 加藤 (二十五代藤原兼房); род. 7 января 1957) — один из лицензированных кузнецов современной Японии, создающих традиционные японские мечи. Потомок знаменитой кузнечной династии, создававшей уникальные произведения оружейного искусства на протяжении более 700 лет — с XIII века. Первый кузнец династии Фудзивара Канэфуса изобрел знаменитый среди знатоков японского оружия хамон под названием «клевер Фудзивара». Занимает почетную должность лидера ассоциации кузнецов города Секи префектуры Гифу — признанного центра кузнечного дела в Японии.

## Биография
Като Кацуо, будущий Фудзивара Канэфуса XXV, родился в 1957 году (32-м году эпохи Сёва) в семье потомственных кузнецов, знаменитых на всю Японию. На тот момент родовое имя Фудзивара Канэфуса было передано уже через 24 поколения. Основатель династии кузнецов Канэфуса — знаменитый изобретатель хамона «клевер Фудзивара».
Като был вторым сыном в семье, и, согласно традициям, унаследовать имя кузнецов Фудзивара Канэфуса должен был его старший брат. Однако когда пришлось выбирать карьеру, старший брат отказался, и перед Като Кацуо открылась возможность продолжить род знаменитых кузнецов, которой он и воспользовался с большой радостью.
Фудзивара Канэфуса XXV всегда говорил о том, что его с детства привлекало кузнечное дело, и лучшими примерами для него были его отец и особенно — дед, XXIII представитель династии Канэфуса. Именно он вместе с малочисленной группой кузнецов-единомышленников, после Второй мировой войны убедил императора Сёва, знаменитого Хирохито, отменить запрет на изготовление традиционных мечей в Японии, введенный в 1945 году одновременно с появлением в Японии оккупационной армии союзников.
Несмотря на то, что отец Като Кацуо был признанным мастером меча и носил титул Фудзивара Канэфуса в XXIV поколении, семья посчитала, что обучение дома будет слишком комфортным, и молодого человека отправили в ученики к другому прославленному кузнецу и всемирно известному создателю японских мечей — Гассану Садаити из древней династии кузнецов Гассан. Так будущий мастер оказался в древнем городе Нара.
По признанию самого мастера, обучение в мастерской Гассан было чрезвычайно трудным, однако у него никогда не возникало желания бросить начатое дело. Помимо ковки во время своего ученичества Като Кацуо освоил также и старинное искусство гравировки.

Хорошая гравировка на клинке не должна сильно выделяться, она должна быть живой. Раньше клинок использовали во время военных действий и выгравированные на нём религиозные знаки были призваны защитить человека от смерти. Сегодня же клинок — это оберег вашего дома.— 
По признанию мастера, его основное обучение проходило в течение 18 лет. Первые 8 лет он был подмастерьем у Гассана Садаити. В 1982 году (57-м году эпохи Сёва) он получил лицензию на изготовление клинков от Управления делами культуры Японии. В 1983 году возвращается домой, в Секи и ещё 10 лет продолжает учиться у своего отца.
В 1984 году мастер открывает собственную мастерскую и в день торжественного открытия и освещения мастерской получает право носить имя Фудзивара Канэфуса XXV.
Первый же меч из новой мастерской кузнеца получил высшую награду на Выставке современных клинков в Японии. На сегодняшний день изделия Фудзивара Канэфуса XXV удостоены внушительного списка наград, среди которых такие престижные премии, как приз Каоруяма, Приз за Мастерство Выставки современных клинков.

## Награды, призы и участия в выставках
С 1983 года мастер постоянно участвует в выставках.
На выставке современных японских клинков он был удостоен:
- Приза Каоруяма — 1 раз.
- Первого приза выставки — 2 раза.
- Приза за мастерство — 8 раз.

Кроме того, в 2005 году на выставке клинков-оберегов он получил Приз за дух стремления к победе, а также взял первый приз на выставке небольших клинков в 2000 году.
Среди работ мастера — меч-оберег для императорской семьи, тати для чемпионов Ёкодзуна, меч для храма Мэйдзи и храма Ацута.